# Shoreditch
Shoreditch es un barrio en el municipio londinense de Hackney. Es una zona edificada en el centro de la ciudad inmediatamente al norte de la City de Londres, localizada a 3,7 kilómetros al noreste de Charing Cross. Se sitúa en el punto en que convergen cinco distritos postales.
La etimología de 'Shoreditch' es objeto de debate. Una tradición legendaria temprana lo relaciona con Jane Shore, la amante del rey Eduardo IV quien de acuerdo con una antigua balada falleció en una zanja (ditch). Sin embargo, el lugar es llamado 'Shoresditch', mucho antes de esto, sugiriéndose, de forma más plausible, que deriva de 'Sewer Ditch', en referencia a un desagüe o canal antiguo en lo que era un área pantanosa adyacente a los 'pantanos' de Finsbury/Fensbury, al oeste (Mander 1996). Posiblemente se refiere a la cabecera del río Walbrook que había en el área de Curtain Road.
Shoreditch era un suburbio que quedaba extramuros de la City de Londres. En este lugar, en 1576, James Burbage construyó el primer teatro de Inglaterra, conocido como 'The Theatre' (conmemorado hoy en día por una placa en Curtain Road). Algunas de las obras de Shakespeare se representaron aquí y en el cercano Curtain Theatre, construido en 1577 a doscientas yardas al sur (según marca una placa conmemorativa en la calle Hewett). 
Durante el siglo XVII se trasladaron a la zona ricos comerciantes de seda hugonotes, estableciendo una industria textil. En el siglo XIX también tuvo industria de muebles.